# General Electric J73

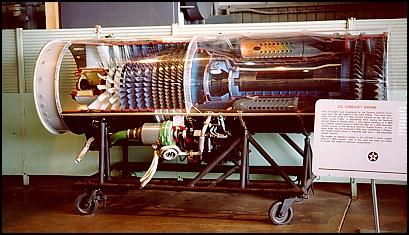
General Electric J73

Das General Electric J73 war ein Turbojet-Strahltriebwerk des US-amerikanischen Herstellers General Electric.
Es handelt sich um eine vergrößerte Weiterentwicklung des General Electric J47 und ist wie dieses als Einwellen-Axialtriebwerk ausgelegt. Die Anfangsflugerprobung wurde mit einer umgebauten Boeing B-29 durchgeführt. Das Triebwerk wurde im Serieneinsatz ausschließlich in der North American F-86H verwendet.
Versuchsweise wurde eine Republic F-84 mit einem J73-Triebwerk ausgerüstet, diese Maschine erhielt die Bezeichnung YF-84J. Aufgrund der Kosten kam es aber zu keiner Umrüstung der bereits gelieferten F-84. Das Triebwerk war auch für die Lockheed U-2, die McDonnell F3H-3 und als Alternative für die nicht ausgeführte Boeing XB-59 vorgesehen, ohne dort tatsächlich eingesetzt zu werden.
Das J73 diente als Grundlage für die Weiterentwicklung zum General Electric J79.

## Technische Daten
- Kompressor: zwölfstufig axial
- Turbine: zweistufig axial
- Schub: 39,7 kN maximal
- Gewicht: 1656 kg
- Höchstdrehzahl: 7950 min-1
- Einsatzhöhe max.: 19.800 m